# Velma Middleton
Velma Middleton   (Saint Louis, 1 de setembre de 1917 - Freetown, 10 de febrer de 1961) Va ser una vocalista i animadora de jazz nord-americana que va cantar amb les grans bandes i grups petits de Louis Armstrong des de 1942 fins a la seva mort.

## Biografia
Middleton va néixer a Holdenville, Oklahoma, i es va traslladar amb els seus pares a St. Louis, Missouri. Va començar la seva carrera com a noia i ballarina de cor i, al llarg de la seva carrera, va realitzar exhibicions acrobàtiques a l'escenari. Després de treballar com a intèrpret en solitari i cantar amb Connie McLean i la seva "Rhythm Orchestra" en una gira per Amèrica del Sud, es va unir a la gran banda d'Armstrong el 1942, i va aparèixer amb ell en els sons.
Quan l'orquestra d'Armstrong es va dissoldre el 1947, Middleton es va unir als seus All-Stars, un grup més reduït. Va ser utilitzada sovint per a un entreteniment còmic, com per a duets amb Armstrong a "That's My Desire" i "Baby, It's Cold Outside", i va fer funcions puntuals. També va gravar vuit temes com a cantant solista de Dootone Records el 1948 i el 1951. Tot i que no va ser àmpliament lloada per la seva veu, va descriure el crític Scott Yanow com "mitjà però raonablement agradable i amb bona humilitat", Armstrong la va considerar. com a part important i integral del seu espectacle.
Middleton va actuar el 7 de juny de 1953 amb Louis Armstrong i els seus "All Stars" pel famós novè concert de "Cavalcade of Jazz" celebrat a Wrigley Field, a Los Angeles, produït per Leon Hefflin, Sr. Roy Brown i la seva orquestra, Shorty Rogers, Earl Bostic i Nat "King" Cole.
Mentre girava amb Armstrong a Sierra Leone, va patir un ictus el gener de 1961, i va morir el mes següent a l'hospital de Freetown. El músic Barney Bigard va ser crític amb Armstrong i el seu responsable Joe Glaser per negar-se, després que Vera Middleton estigués malalta, de concertar el seu trasllat a un país amb millors instal·lacions sanitàries.